# Соборський Микола Олексійович
Мико́ла Олексі́йович Собо́рський (Саборський) (* 2 (14) листопада 1883, Санкт-Петербург — † 16 квітня 1964, Торонто) — російський, український військовик.

## Коротка біографія
Народився в Санкт-Петербурзі. Закінчив 1-й кадетський корпус (1902), Михайловське артилерійське училище (1904). Учасник російсько-японської війни. Закінчив Імператорську Миколаївську військову академію (1910). Учасник Першої світової війни. Підполковник (1915), полковник (1917). Нагороджений орденами Святої Аленни, Святого Станіслава.
В армії Української Держави з 23 травня 1918. Начальник штабу бригади прикордонної сторожі (Одеса).
Після падіння Гетьманату — учасник Білого руху. В Добровольчій армії з серпня 1919, в жовтні 1919 — в військах Новоросійської області.
В листопаді 1919 — представник Добровольчої армії при УГА в Вінниці, намагався керувати Штабом УГА. 30 листопада 1919 прибуває в Вінницю як повпред Добрармії і переймає керування в місті. Зумів порозумітися з генералами О.Микиткою і Г.Ціріцом.
Учасник Бредовського походу. Після інтернування частин генерала М. Бредова до літа 1920 знаходився в таборі для інтернованих. В Російській армії в управлінні військово-адміністративного району — до евакуації білих військ з Криму. Евакуйований з Севастополя в числі останніх на транспорті «Корнілов». На еміграції в Югославії.
В часі Другої світової війни служив в Російському корпусі, з початку 1942 — ад'ютант 2-го полку. Емігрував в США, згодом в Канаду. Помер в Торонто.